# 股环
股环（英語：femoral ring）是股管近端（腹腔侧）的开口，呈椭圆形，长径横向延伸约1.25厘米 。股环开口由薄层疏松结缔组织填充，形成股环隔。 
部分消化道有时会穿过股环进入股管，造成股疝。

## 边界
股环被以下解剖结构环绕：
- 前界为腹股沟韧带。
- 后界为耻骨梳韧带。
- 内侧为腔隙韧带的新月形基底。
- 外侧为分隔股静脉的纤维隔。

## 其他图片

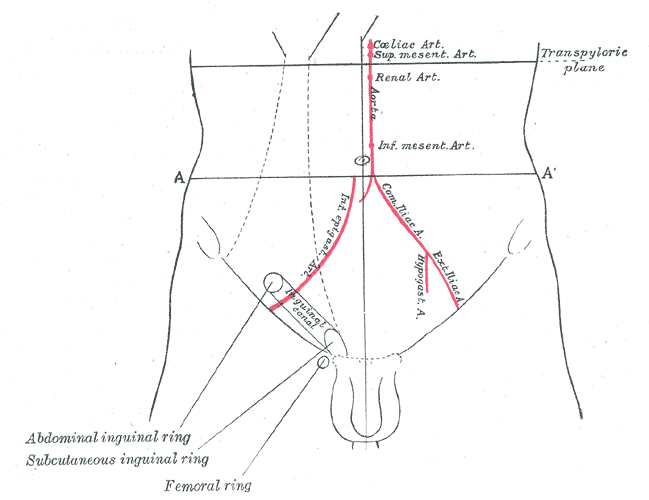
腹部前部，显示动脉和腹股沟管的表面标记。